# 斯塔雷村 (蘇梅州)
50°49′35″N 34°49′2″E / 50.82639°N 34.81722°E

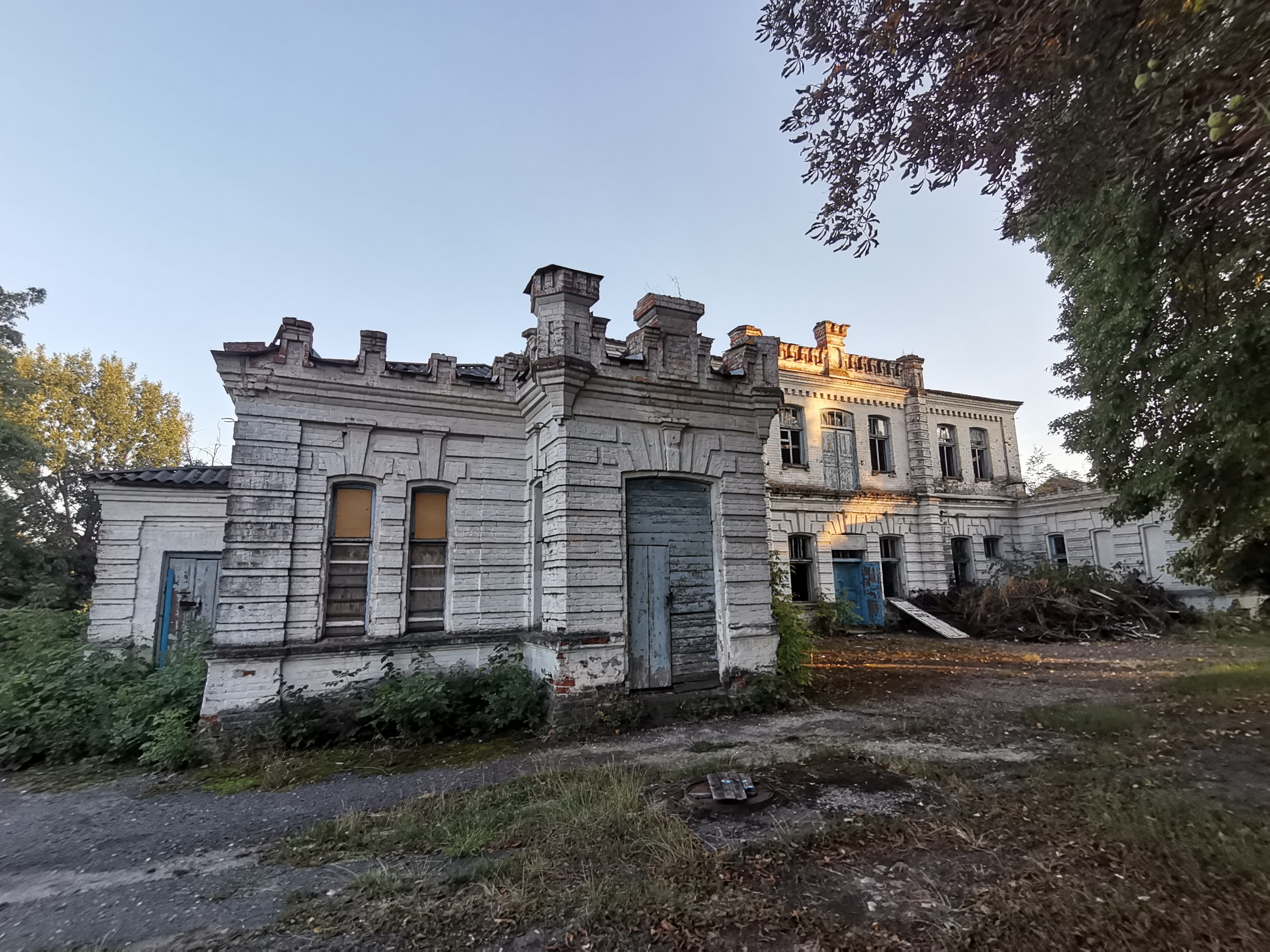
旧宫殿建筑

斯塔雷村（直译：老村）是位於烏克蘭東北部的村莊，由蘇梅州蘇梅區的下瑟羅瓦特卡市鎮負責管轄。該村處於普肖爾河右岸，距離巴爾溫科韋1公里，海拔高度133米，2001年人口2,079。